# Lutetien
| Systeem Periode                            | Serie Tijdvak | Etage Tijdsnede | Ouderdom (Ma) |
| ------------------------------------------ | ------------- | --------------- | ------------- |
| Neogeen                                    | Mioceen       | Aquitanien      | jonger        |
| Paleogeen                                  | Oligoceen     | Chattien        | 23,03–28,1    |
| Paleogeen                                  | Oligoceen     | Rupelien        | 28,1–33,9     |
| Paleogeen                                  | Eoceen        | Priabonien      | 33,9–38,0     |
| Paleogeen                                  | Eoceen        | Bartonien       | 38,0–41,3     |
| Paleogeen                                  | Eoceen        | Lutetien        | 41,3–47,8     |
| Paleogeen                                  | Eoceen        | Ypresien        | 47,8–56,0     |
| Paleogeen                                  | Paleoceen     | Thanetien       | 56,0–59,2     |
| Paleogeen                                  | Paleoceen     | Selandien       | 59,2–61,6     |
| Paleogeen                                  | Paleoceen     | Danien          | 61,6–66,0     |
| Krijt                                      | Boven         | Maastrichtien   | ouder         |
| Indeling van het Paleogeen volgens de ICS. |               |                 |               |

Het geologisch tijdperk Lutetien (Vlaanderen: Lutetiaan) is een tijdsnede of etage in het Eoceen. Het Lutetien duurde van 47,8 tot 41,3 Ma. Het komt na het Ypresien en na het Lutetien komt het Bartonien.

## Naamgeving
Het Lutetien werd in 1883 ingevoerd door Albert de Lapparent en is genoemd naar Lutetia, de Latijnse naam voor Parijs. In de buurt van deze stad ligt ook de oorspronkelijke typelocatie, een GSSP was voor het Lutetian einde 2007 nog niet vastgelegd.
De basis van het Lutetien wordt gedefinieerd door het laatste voorkomen van het foraminiferen-geslacht Hantkenina. De top (de basis van het Bartonien) ligt bij het verdwijnen van de nannoplanktonsoort Reticulofenestra reticulata.